# فیلیپ موریسون
 فیلیپ موریسون (انگلیسی: Philip Morrison؛ زاده ۷ نوامبر ۱۹۱۵ درگذشته ۲۲ آوریل ۲۰۰۵) یک دانشمند در زمینه اهل ایالات متحده آمریکا بود.
از فیلم‌ها یا برنامه‌های تلویزیونی که وی در آن نقش داشته است می‌توان به توان ده اشاره کرد.